# Estación de Le Peletier
La estación de Le Peletier es una estación del metro de París situada en el IX Distrito de la ciudad. Pertenece a la línea 7.

## Historia
La estación fue inaugurada el 6 de junio de 1911.
Debe su nombre a Louis Le Peletier de Morfontaine, uno de los últimos prebostes de París (1730-1799).

## Descripción
Se compone de dos andenes laterales de 75 metros de longitud y de dos vías.
Está diseñada en bóveda elíptica revestida parcialmente de los habituales azulejos blancos biselados del metro parisino.
Su iluminación ha sido renovada empleando el modelo vagues (olas) con estructuras casi adheridas a la bóveda que sobrevuelan ambos andenes proyectando la luz en varias direcciones.
La señalización por su parte usa la moderna tipografía Parisine donde el nombre de la estación aparece en letras blancas sobre un panel metálico de color azul. Por último, los asientos de la estación son los modernos Coquille o Smiley, unos asientos en forma de cuenco inclinado para que parte del mismo pueda usarse como respaldo y que poseen un hueco en la base en forma de sonrisa. Los mismos están presentes en un único color, el azul verdoso.